# Descent II
Descent II est un jeu vidéo de tir à la première personne développé par Parallax Software et édité par Interplay Productions sorti en 1996 sur MS-DOS, PlayStation et Mac OS,,,,,.